# Spot of interference
Spot of interference is een studioalbum van Iain Matthews, dan nog Ian Matthews geheten. Het is een van de albums waarbij duidelijk werd dat Matthews niet meer wist welke kant hij met zijn muziek op kon of wilde. Het zweeft qua stijl tussen folk en jarentachtigrock in. Het album is wederom geproduceerd door Sandy Roberton. De solocarrière van Matthews stokt bij dit album. Hij woonde inmiddels in Seattle en richtte aldaar Hi-Fi op, dat echter ook maar tot één album kwam.

## Musici
- Iain Matthews – zang, gitaar
- Mark Grifftihs – gitaar, zang
- Bob Metzger – gitaar
- Dave Wintour – basgitaar
- Wynder K. – toetsinstrumenten
- Robert Henrit – slagwerk

## Muziek
| Nr. | Titel                                                   | Duur |
| --- | ------------------------------------------------------- | ---- |
| 1.  | I survived the 70’s (Danny Wilde, Ian Ainsworth)        | 2:53 |
| 2.  | She may call you up tonight (Michael Browne)            | 3:25 |
| 3.  | I can’t fade away (Matthews, Griffiths)                 | 4:20 |
| 4.  | The hurt (Matthews, Griffiths)                          | 3:29 |
| 5.  | Driftwood from disaster (Jules Shear)                   | 1:50 |
| 6.  | Why am I (Mark Saichek, Metgzer, Matthews)              | 3:02 |
| 7.  | No time at all (see how they run) (Matthews, Griffiths) | 5:05 |
| 8.  | For the lonely hunter (Matthews, Tommy Nunes)           | 4:56 |
| 9.  | See me (Matthews, Griffiths, Metzger)                   | 4:32 |
| 10. | Civilisation (Richard Thompson)                         | 3:38 |
| 11. | What do I do (Matthews, Metzger)                        | 3:40 |